# Зграда Музејске јединице у Белој Цркви
Зграда Музејске јединице у Белој Цркви подигнута је пре 1889. године и представља непокретно културно добро као споменик културе.
Нема поузданих података о години изградње и првим власницима, све до првог поузданог податка из земљишних књига је да је кућу 18. августа 1889. године купио Павле Јањић, трговац из Ковина, док су први власници сигурно били виноградари, јер у кући постоје два пространа винска подрума. Претпоставка је да је променом власника кућа добила и нови изглед, у приземљу, десно од ајнфорт капије отворен је локал, у којем је била продавница текстила. После смрти Тодоровића и жене му, кућу је наследио њихов рођак Урош Тодоровић из Панчева, који је већ 1921. године кућу продао. Нови власник куће постао је Алберт Неукман, познати виноградар. 
Након Другог светског рата кућа је конфискована, кроз њу су прошли многи станари, док 1954. године десно крило и спрат зграде нису дати на коришћење Музејској збирци у Белој Цркви.